# Nous ne sommes pas des anges (film)
Pour les articles homonymes, voir Nous ne sommes pas des anges.
Pour plus de détails, voir Fiche technique et Distribution.
Nous ne sommes pas des anges (We're No Angels) est un film américain réalisé par Neil Jordan, sorti en 1989, d’après la comédie en trois actes d’Albert Husson « La Cuisine des Anges » (1952). 
Il s'agit d'un remake du film La Cuisine des anges de Michael Curtiz sorti en 1955.

## Synopsis
En 1935, dans un pénitencier américain près de la frontière canadienne, deux petits malfrats, Ned et Jim, attendent leur libération. Un jour, ils sont obligés d'assister à l'exécution d'un dangereux criminel, Bobby. Mais, au moment de passer sur la chaise électrique, ce dernier brandit une arme et entraîne les deux prisonniers dans une sanglante évasion. Après avoir perdu Bobby de vue, Ned et Jim sont recueillis par Mme Blair, qui les prend pour les pères Reilly et Brown, éminents théologiens venus assister à la fête commémorant chaque année le miracle de la statue de la Vierge, gloire et fierté du monastère local. 
En attendant de passer au Canada, les deux évadés acceptent l'hospitalité des bons pères. Par les préceptes fantaisistes d'une foi improvisée, Jim ne tarde pas à faire des adeptes parmi les prêtres. Pendant ce temps, Ned tombe amoureux de Molly, une jeune veuve qui fait de petits travaux et se prostitue occasionnellement afin d'élever sa fillette sourde-muette.

## Fiche technique
- Titre français : Nous ne sommes pas des anges
- Titre original : We're No Angels
- Réalisation : Neil Jordan
- Scénario : David Mamet, d'après le scénario original de Ranald MacDougall et d'après les pièces de théâtre La Cuisine des Anges d'Albert Husson et My Three Angels de Samuel Spewack et Bella Spewack
- Musique : George Fenton
- Photographie : Philippe Rousselot
- Montage : Mick Audsley et Joke van Wijk
- Décors : Wolf Kroeger
- Costumes : Theoni V. Aldredge
- Production : Art Linson
- Société de production et de distribution : Paramount Pictures
- Pays de production :  États-Unis
- Langues originales : anglais, français, latin
- Format : couleur — 35 mm — projection : 2.35:1 — son : Dolby
- Genre : comédie
- Durée : 102 minutes
- Dates de sortie :
  - États-Unis : 15 décembre 1989
  - France : 28 février 1990

## Distribution
- Robert De Niro (VF : Jacques Frantz) : Ned
- Sean Penn (VF : Éric Baugin) : Jim
- Demi Moore (VF : Joëlle Brover) : Molly
- Hoyt Axton (VF : Michel Vocoret) : le père Levesque
- Bruno Kirby (VF : Jacques Ferrière) : le shérif-adjoint
- Ray McAnally (VF : Henri Poirier) : le directeur Warden
- James Russo : Bobby
- Wallace Shawn (VF : Jean-Claude Donda) : le traducteur
- John C. Reilly (VF : Jean-Claude Robbe) : le jeune moine
- Jay Brazeau : le shérif
- Ken Buhay : l'évêque Nogalich
- Elizabeth Lawrence (VF : Nathalie Nerval) : Caroline Blair
- Bill Murdoch (VF : Michel Clainchy) : un adjoint
- Frank C. Turner (VF : Michel Prud'homme) : le commerçant

## Autour du film
C’est la dernière apparition à l'écran de l'acteur irlandais Ray McAnally. Décédé d'une crise cardiaque quelques mois avant la sortie du film, ce dernier lui sera dédié en hommage. Il s'agit de la deuxième collaboration de Ray McAnally avec Robert De Niro, avec qui il avait déjà tourné Mission trois ans auparavant, et de la troisième collaboration avec le réalisateur Neil Jordan après Angel et High Spirits.